# Jan-Erik Ebbestad Hansen
Jan-Erik Ebbestad Hansen, född 8 juli 1946 i Tønsberg, är en norsk idéhistoriker. Han är professor i idéhistoria vid Universitetet i Oslo.
Han läste filosofi, religionshistoria och idéhistoria vid Universitetet i Oslo, med studier i Tübingen och Cambridge. År 1979 disputerade han på en avhandling om den tyske teosofen och mystikern Jacob Böhme. Han har forskat om europeisk idéhistoria med särskild vikt vid kristen mystik, ockultism, Faustlitteraturens historia och tysk romantik. Han har vidare arbetat med norsk idéhistoria, från fornnordiska myter till 1900-talets målarkonst. Han var redaktör för bokserien Ad fontes 2000–2004.